# Hydnangiaceae
Hydnangiaceae är en familj av svampar inom ordningen skivlingar.
Familjen är utbredd i tempererade och tropiska områden över hela världen, och står för cirka 30 arter bland 4 släkten.
Arter i Hydnangiaceaefamiljen kan bilda mykorrhizarelationer med olika arter av träd i både barr- och lövskog. Dessa organismer lever i symbios, tillsammans i ett nära förhållande med positiv effekt för en eller båda parter. Flera arter är beroende av symbiosen för att överleva.